# Krzysztof Kurowski
Krzysztof Stanisław Kurowski – polski informatyk, pracownik Poznańskiego Centrum Superkomputerowo-Sieciowego przy  Instytucie Chemii Bioorganicznej PAN, pełniąc funkcję zastępcy Pełnomocnika Dyrektora ICHB PAN ds. PCSS. Specjalizuje się w systemach rozproszonych oraz wysokowydajnych systemach obliczeniowych.

## Życiorys
W 2001 r. ukończył informatykę na Politechnice Poznańskiej. Rozprawę doktorską pt. Wielokryterialny rozdział zasobów w środowiskach gridowych ze zmiennymi charakterystykami zadań i zasobów, wykonaną pod kierunkiem prof. Jana Węglarza, obronił w 2009 r. na Wydziale Informatyki i Zarządzania PP. Stopień doktora habilitowanego nauk technicznych uzyskał w 2019 r. na Wydziale Informatyki PP na podstawie pracy pt. Metody zarządzania zadaniami i optymalizacja wydajności aplikacji w hierarchicznych oraz heterogenicznych systemach obliczeniowych dużej mocy.
W 2023 został odznaczony Złotym Krzyżem Zasługi.